# حفلة موسيقية

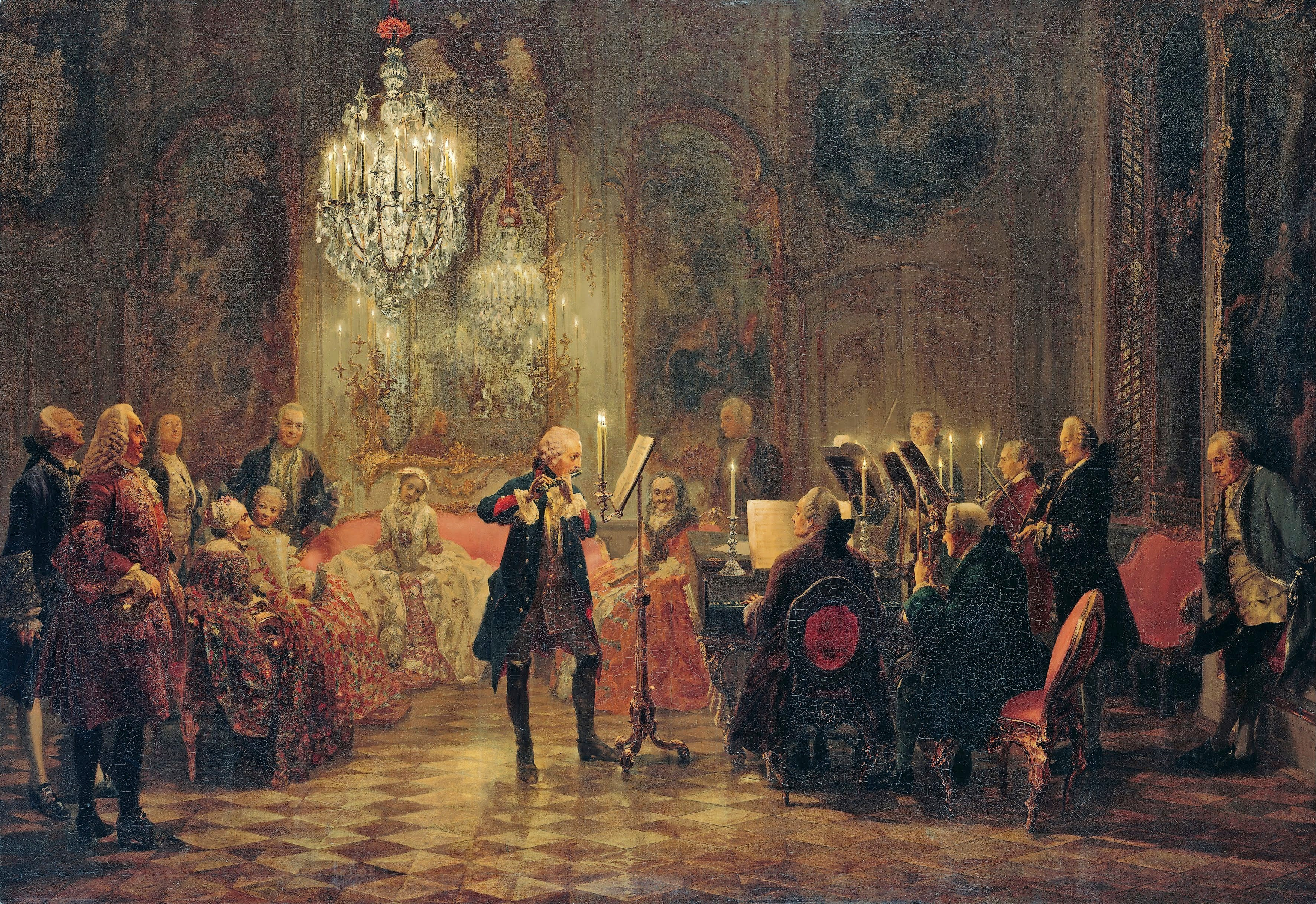
حفل موسيقي

حفلة موسيقية هو عرض موسيقي يقوم به العديد من الموسيقيين المكونين من مغني أو أكثر وعازفوا الآلات الموسيقية، يكون هذا العرض إما في الشارع العام، أو في قاعة، حديقة خاصة أو عمومية، كنيسة أو ميدان. الهدف الرئيسي من هكذا حفلات هو إمتاع الجمهور ونيل الإعجاب منهم.
أغلبية الحفلات الموسيقية الحالية تقام بين أبريل إلى شتنبر حيث تكون العطلة الصيفية والكل يريد الاستمتاع وتلقى نجاحا كبيرا في صفوف الجماهير وخاصة الشباب.
يعتبر الكرنفال نوعا من الحفلات الموسيقية، حيث يجمع بين البهلوانيين والجمهور الذي يتفرج، وهذا النوع من الحفلات كان يتخذ طابعا كاثوليكيا في مراحله الأولى، إلى أن أصبح يتخذ شكلا علماني-حداثي ليتم تعميمه في العالم أجمع، وهذه الاحتفالات موجودة في العالم الغربي بكثرة، وفي العالم العربي تبقى الدول التي تمارس مثل هذه الطقوس قليلة. الحفل السنوي موازين يتم افتتاحه بكرنفال يجوب شوارع العاصمة المغربية الرباط.
لكي يكون الحفل الموسيقي «الشعبي» الذي يقام في الشوارع أو الميادين العامة ناجحا يجب أن تتوفر عدة عوامل مهمة، هي أن يتزامن موعد الحفل مع العطلة، وتكون الأجهزة الصوتية التي توزع الصوت لأبعد مسافة في حالة جيدة ونوع ممتاز، وأن يكون الفن الذي سيتم تقديمه شعبي وينال رضى الجمهور وكذلك مكان الحفل يجب أن يكون قريب من الأماكن التي تعرف حراكا سكانيا كبيرا، والكثير من العوامل التي تساهم في نجاحه.

## تاريخ الحفلات الموسيقية

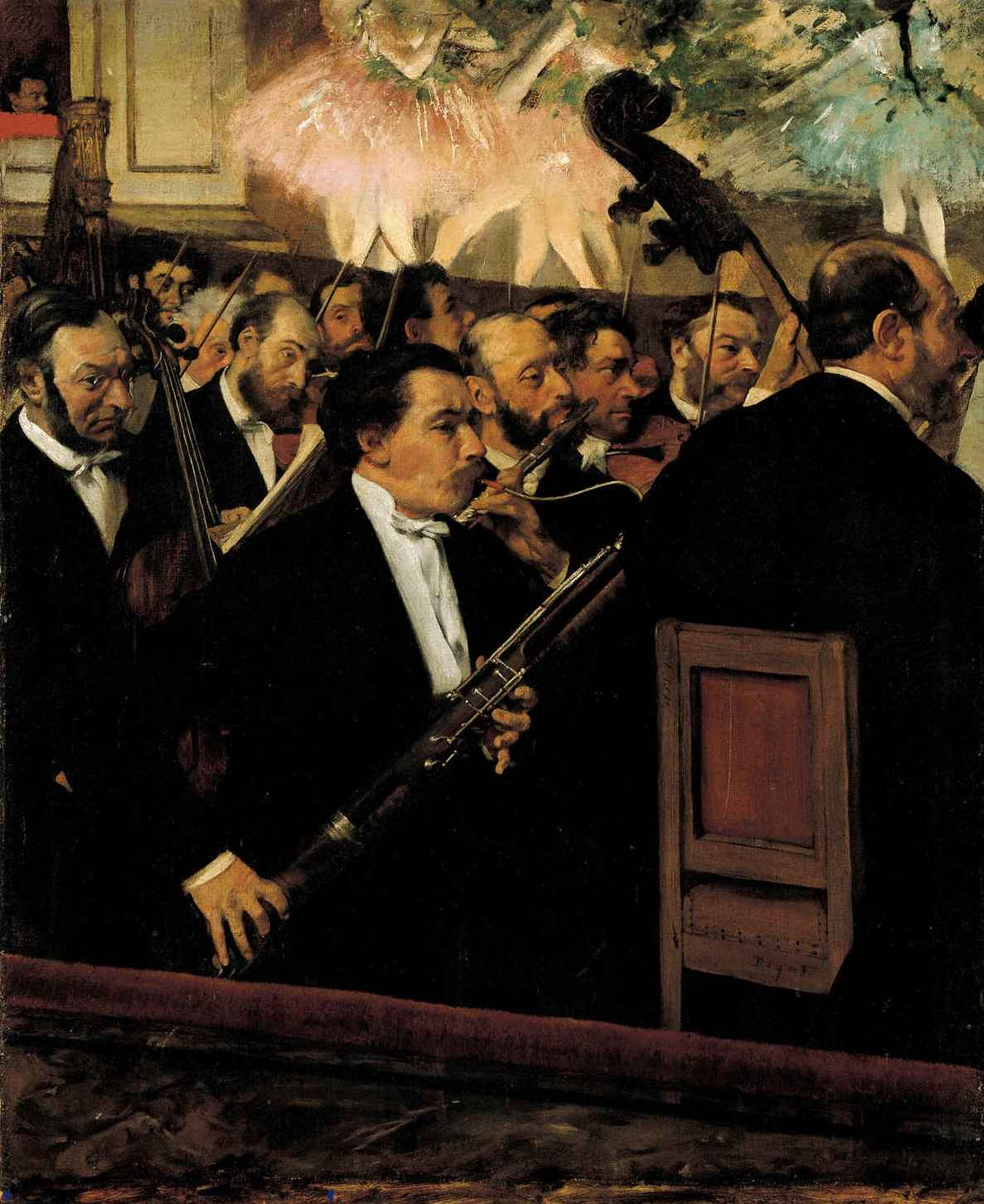
لوحة رسمها الفنان إدغار ديغا سنة 1870 تعبر عن فرقة تقدم عرض موسيقي

من الصعب تحديد تاريخ ظهور الحفلات الموسيقية بالتحديد، لكن بعض المهتمين بتاريخ الموسيقى يقولون أن الحفلات الموسيقية ظهرت في حقبة نيرون، وكان يقيم هذا النوع من الموسيقى المهرجون في القرون الوسطى. يبدو أن إيطاليا كانت سباقة إلى تبنى هذا النوع من الحفلات أواخر القرن السادس عشر، وكانت آنذاك ملتقى للموسيقيين في أوروبا للتعارف وتبادل الخبرات في مجال الموسيقى.
في القرن السابع عشر، انتشرت هكذا حفلات في ألمانيا، وكانت مدينة لوبيك آنذاك مشهورة بإقامة حفلات ليلية سنوات 1620، وبعدها سويسرا ثم إنجلترا إلى أن انتشرت في أوروبا سنوات 1640، وكانت في ذلك الوقت تقام الحفلات في الحانات وغيرها من المحلات الشعبية التي يجتمع فيها الناس بكثرة، إلى أن تطورت الحفلات إلى نوع موسيقي راقي، وبدأت تقام في منازل النبلاء والبرجوازيين في فرنسا.
القرن الثامن عشر، بدأت تشهد الحفلات تطورا كبيرا في جميع أنحاء أوروبا الغربية، وفي باريس خصوصا حيث انطلقت حفلات موسيقية رفيعة المستوى. لكن رجال الكنيسة كانوا غير متحمسين لهذا النوع الذي يعتبرونهم انحلال أخلاقي، فقام ملك فرنسا بإنشاء الأكاديمية الملكية للموسيقى للحد من الحفلات، وتطوير الموسيقى الروحية والدينية حتى يبقى الفرنسيون متشبثين بالكاثوليكية بعيدين عن مظاهر الانفتاح التي كانت تخيف الكنيسة والملك معا، ونجحت السلطة الفرنسية آنذاك في إنجاح الموسيقى الدينية، لكن هذا لو يدم طويلا وكانت فترته قصيرة، لأن الشعب الفرنسي كان غير مهتم برأي الملك وكانوا يقومون بما يتناسب معهم وتسعدهم.
في مدن فرنسية، غرونوبل، ليون، بوردو ونانت كانت الحفلات تقام كثيرا والتنافس محتدم على من المدينة التي ستقدم أفخم وأحسن حفل موسيقي. كانت مدينتي فرساي وباريس المعروفتان بعواصم فرنسا، تقيم حفلات دينية منافسة للحفلات الموسيقية التي تقام في المدن الأخرى وكانت هذه الحفلات الدينية تلقى دعم كبير من الملك والكنيسة.
بعد نجاح الثورة الفرنسية اقتحمت الحفلات الموسيقية آخر معاقل الحفلات الدينية، فبدأت تقام في باريس وفرساي كباقي المدن الأخرى المتحررة من قبضة الملك والكنيسة، وأدى الانفتاح آنذاك لاختفاء الأكاديمية الملكية للموسيقى. فبدأ مسرح فايدو يقيم حفلات موسيقية بدعم من المنظمة الماسونية.
عرف القرن التاسع عشر تنوعا في الحفلات الموسيقية، فهناك موسيقى هادئة وأخرى صاخبة، وكان أي شخص يبحث أن الذوق الموسيقي الذي يروقه. تأسست في هذا القرن (التاسع عشر) المجموعات الموسيقية التي تسمى بالأوركسترا، منها الأركسترا السمفونية العصرية التي كانت تتمتع بشهرة كبيرة.

## أنواع معينة من الحفلات

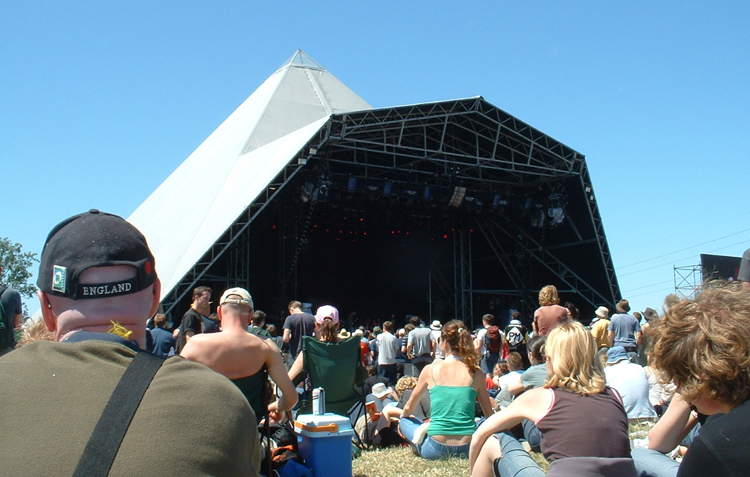
جمهور مهرجان غلاستمبري في إنجلترا

إذا كان الأداء الموسيقى أهم ما يقيمه الجمهور، فهناك أيضا الجانب البصري الذي يحكم أيضا على كيفية تنظيم الحفلة وصفوف الموسيقيين بالإضافة لأنواع الآلات الموسيقية، هل هي من النوع الرفيع أم لا.
تخلت المجموعات عن مصطلح «الحفل» إلى كلمة ومصطلح أكثر دقة هو أوبرا أو كما كانت تسمى آنذاك الأوبريت.
في الموسيقى أنواع مختلفة، هناك البوب، البلوز، الجاز، إلخ... بدأت الفرق الموسيقية تلبس أزياء تقريبا متناسبة مع نوع الموسيقى الذي يقدمونه، ومع التكنولوجيا بدأت تضاف الانارات الملونة والأشعة الكبيرة في الحفلات لتعطي منظرا أكثر جمالا.
كما أن هناك أنواع أخرى كثيرة من الحفلات الموسيقية تبقى محلية مرتبطة بعادات وتقاليد البلد أو المنطقة المتوارثة، منها الحفل الشعبي الذي يبرز فيه الثراث الفني والغنائي.
بعض الحفلات الموسيقية تكون خيرية من أجل دعم جمعية أو منظمة تعنى بأحد القضايا الاجتماعية.

## الأوركسترا
كلمة يونانية تعني المسافة بين خشبة المسرح والمشاهدين، وتُستخدم فيها العديد من الآلات الموسيقية سواء كانت وترية، إيقاعية أو هوائية. عدد العازفين حوالي عشرين عازفاً وقد يقل هذا العدد أو يزيد حتى يصل إلى المائة.
ترتيب العازفين: الآلات الوترية أولاً وخلفها الآلات الهوائية ثم من الخلف جميع الآلات الإيقاعية. وتختلف أماكن فرق الأوركسترا حسب العمل الموسيقى المقدم، ففي الأوبرا والباليه يكون هناك مكان مخصص بين خشبة المسرح ومقاعد الجمهور، أما الأعمال الأخرى ومنها الأعمال السيمفونية تجلس الفرقة على خشبة المسرح نفسها.

## الدول العربيةوالحفلات
بدأت الحفلات الموسيقية تنتشر في العالم العربي بداية القرن العشرين، فبدأت تنظم حفلات موسيقية خاصة الصيف في أغلب الدول العربية.
في المغرب يقام مهرجان موازين بالعاصمة الرباط، الذي تأسس مطلع القرن الواحد والعشرين، وحضره العديد من الفنانين المشهورين عربيا وعالميا مثل ريهانا، جيمي كليف، أليشيا كيز، ستيفي وندر، جيسي جي، يوسف إسلام، ماريا كاري، إنريكيه إغليسياس والكثير من كبار الفنانين، تم اعتباره سنة 2013 ثاني أكبر مهرجان في العالم بعد مهرجان دوناويزلفست في النمسا.
في تونس، يقام مهرجان قرطاج الدولي سنويا بمدينة قرطاج الساحلية الواقعة قرب مدينة تونس، ويعتبر من أحسن المهرجانات العربية وأنجحها.

## الحفلات الموسيقية من أجل الحب والسلام

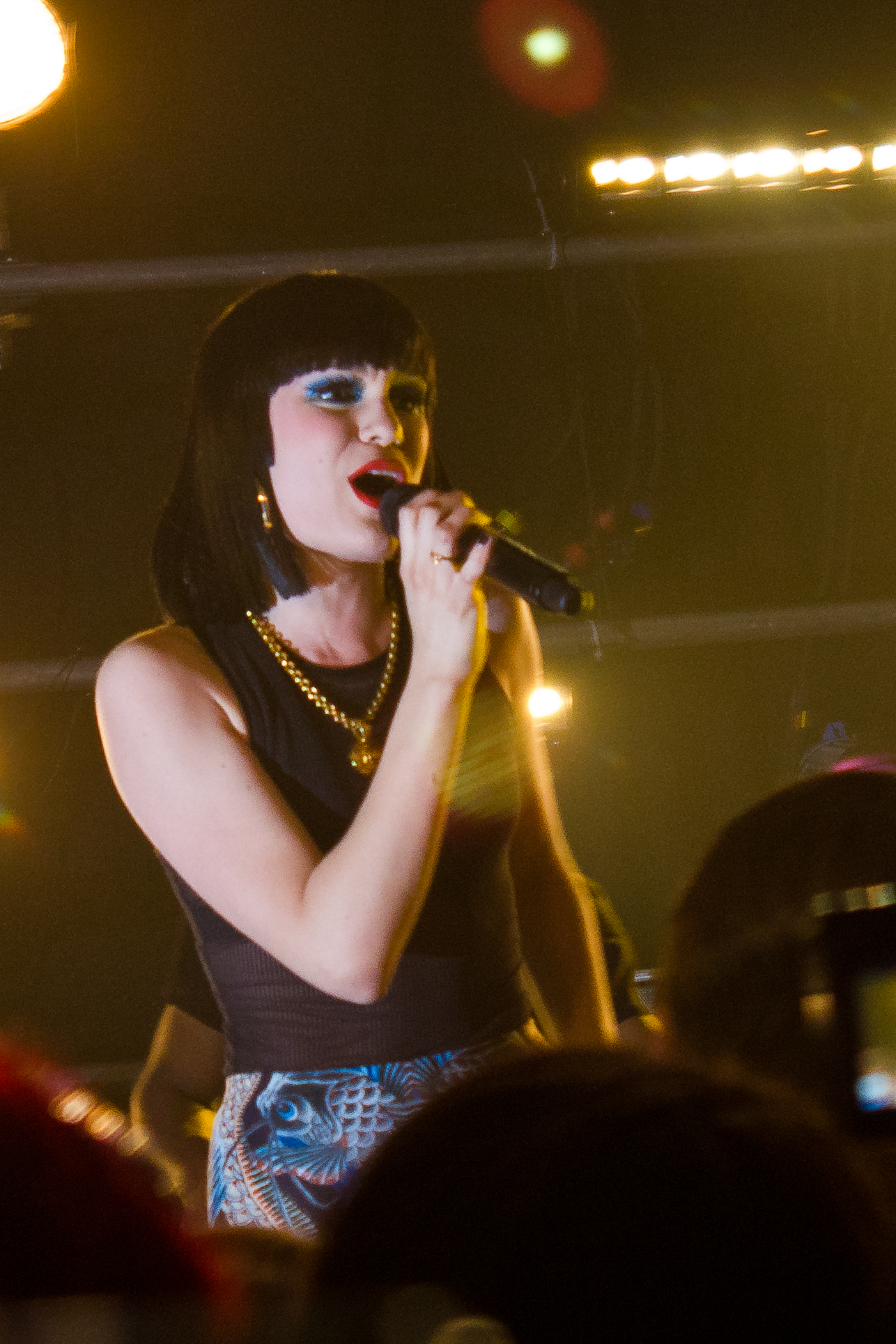
جيسي جي تغني في أحد المهرجانات

تعتبر خشبة الحفلات الموسيقية مسرحا لتلاقي الثقافات وتلاقحها، تقرب ثقافات عديدة من بعضها وتجعل الجمهور يردد كلمات المغني القادم من أحد البلدان البعيدة، ويعتبره النقاد شيء رائع وجيد لأنه يوحد العالم.
هناك حفلات موسيقية تعتبر خيرية تقام من أجل دعم الجمعيات والمنظمات التي تعنى بقضايا اجتماعية كثيرة مثل دعم الأطفال المتخلى عنهم وأمور اجتماعية أخرى.
الصورة الموجودة على اليسار هي للمغنية البريطانية جيسي جي، قامت بالغناء في أحد حفلاتها بالمغرب صلعاء، بدون شعر، هي فعلت ذلك تضامنا مع الناس من المصابين بمرض السرطان.